# Dispersión de la población
Proceso inverso al de concentración de la población que consiste en la salida progresiva de la población (conjunto de individuos de la misma especie) de los mayores centros poblados con el fin de ir ocupando áreas nuevas de terrenos generalmente agrícolas. Es un proceso cada vez más raro, debido a la escasez progresiva de áreas de escasa densidad de población. No debe confundirse con el de población dispersa, ya que la dispersión se refiere a la acción de dispersarse, mientras que la población dispersa es un tipo de hábitat.

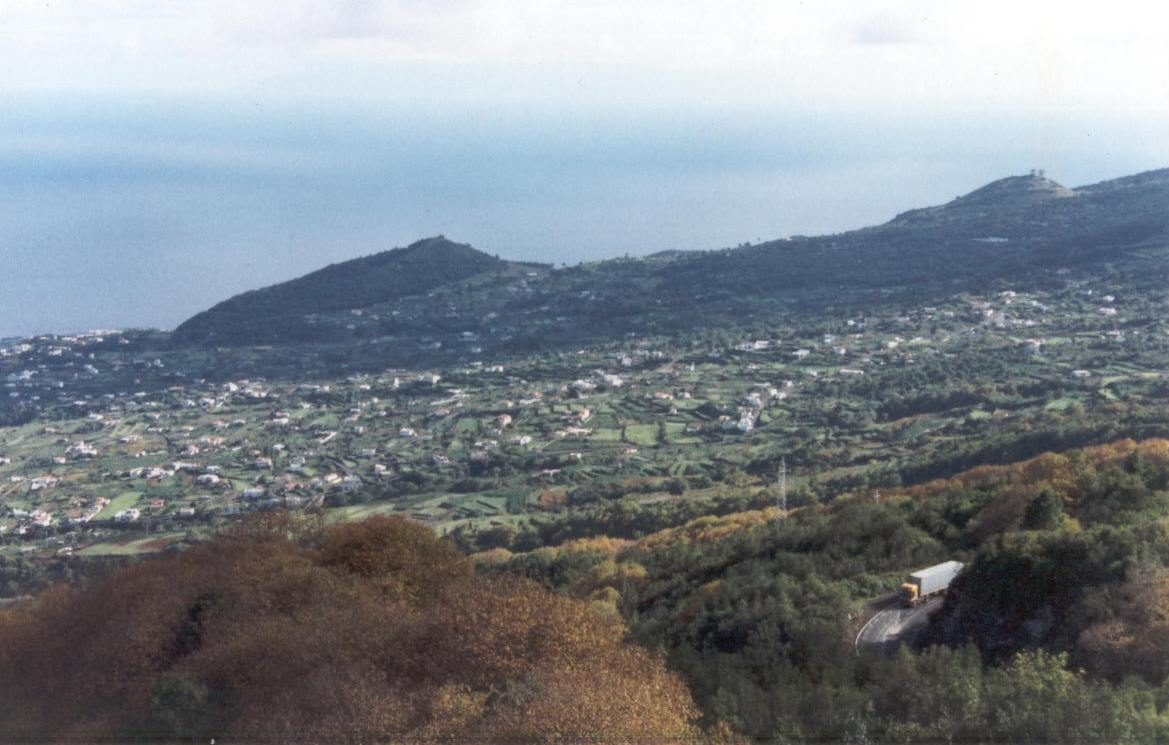
Hábitat disperso, aunque densamente poblado, en el municipio de Breña Alta, La Palma (Islas Canarias, España).